# Luciano Narsingh
Luciano Narsingh (Amsterdam, 13 settembre 1990) è un calciatore olandese, di origini indiane e surinamesi, centrocampista del Nea Salamis.

## Carriera
Salito alla ribalta con la maglia dell'Heerenveen, nell'estate del 2012, dopo 62 presenze e 13 gol di campionato passa al PSV per 4,1 milioni di euro. Il 23 dicembre dello stesso anno si procura la rottura dei legamenti del ginocchio; torna in campo 10 mesi più tardi, il 30 ottobre 2013 in occasione di PSV-Roda JC 1-3 di Coppa d'Olanda giocando da titolare i primi 65 minuti. Gioca poi anche l'intera partita di campionato del 2 novembre contro lo Zwolle (1-1). Termina la stagione con 20 presenze più 3 presenze e 3 gol con lo Jong PSV. Nel 2014-2015 torna a giocare titolare nel PSV, segnando 8 gol in 46 partite tra campionato, Coppa d'Olanda ed Europa League e contribuendo alla vittoria dell'Eredivisie.
Il 12 gennaio 2017 passa allo Swansea City con cui mette insieme 43 presenze e 3 gol in tutto, svincolandosi il 30 giugno 2019. Cinque giorni dopo firma con il Feyenoord. Il 22 gennaio 2021, dopo 37 presenze e 6 gol in tutto, viene ceduto in prestito al Twente dove torna a giocare con continuità segnando però solo un gol in 17 partite, all'ultima di campionato su rigore contro l'ADO Den Haag (3-2). Dopo aver giocato per cinque mesi al Sydney FC, nel luglio del 2022 si accasa ai polacchi del Miedź Legnica.

## Statistiche

### Presenze e reti nei club
| Stagione          | Squadra           | Campionato        | Campionato | Campionato | Coppe nazionali | Coppe nazionali | Coppe nazionali | Coppe continentali | Coppe continentali | Coppe continentali | Altre coppe | Altre coppe | Altre coppe | Totale | Totale |
| Stagione          | Squadra           | Comp              | Pres       | Reti       | Comp            | Pres            | Reti            | Comp               | Pres               | Reti               | Comp        | Pres        | Reti        | Pres   | Reti   |
| ----------------- | ----------------- | ----------------- | ---------- | ---------- | --------------- | --------------- | --------------- | ------------------ | ------------------ | ------------------ | ----------- | ----------- | ----------- | ------ | ------ |
| 2008-2009         | Heerenveen        | E                 | 2          | 0          | CO              | 0               | 0               | CU                 | 0                  | 0                  | -           | -           | -           | 2      | 0      |
| 2009-2010         | Heerenveen        | E                 | 2          | 0          | CO              | 1               | 0               | UEL                | 0                  | 0                  | -           | -           | -           | 3      | 0      |
| 2010-2011         | Heerenveen        | E                 | 24         | 5          | CO              | 2               | 0               | -                  | -                  | -                  | -           | -           | -           | 26     | 5      |
| 2011-2012         | Heerenveen        | E                 | 34         | 8          | CO              | 5               | 4               | -                  | -                  | -                  | -           | -           | -           | 39     | 12     |
| Totale Heerenveen | Totale Heerenveen | Totale Heerenveen | 62         | 13         |                 | 8               | 4               |                    | 0                  | 0                  |             | -           | -           | 70     | 17     |
| 2012-2013         | PSV               | E                 | 18         | 6          | CO              | 2               | 0               | UEL                | 5                  | 0                  | SO          | 1           | 0           | 26     | 6      |
| 2013-2014         | PSV               | E                 | 20         | 0          | CO              | 1               | 0               | UEL                | 3                  | 0                  | -           | -           | -           | 24     | 0      |
| 2014-2015         | PSV               | E                 | 32         | 6          | CO              | 3               | 1               | UEL                | 11                 | 1                  | -           | -           | -           | 46     | 8      |
| 2015-2016         | PSV               | E                 | 30         | 8          | CO              | 2               | 0               | UCL                | 7                  | 1                  | SO          | 1           | 0           | 40     | 9      |
| 2016-gen. 2017    | PSV               | E                 | 15         | 1          | CO              | 2               | 1               | UCL                | 5                  | 1                  | SO          | 1           | 0           | 23     | 3      |
| Totale PSV        | Totale PSV        | Totale PSV        | 115        | 21         |                 | 10              | 2               |                    | 31                 | 3                  |             | 3           | 0           | 159    | 26     |
| gen.-giu. 2017    | Swansea City      | PL                | 13         | 0          | FACup+CdL       | 0+0             | 0+0             | -                  | -                  | -                  | -           | -           | -           | 13     | 0      |
| 2017-2018         | Swansea City      | PL                | 18         | 1          | FACup+CdL       | 5+2             | 1+0             | -                  | -                  | -                  | -           | -           | -           | 25     | 2      |
| 2018-2019         | Swansea City      | FLC               | 2          | 0          | FACup+CdL       | 0+0             | 0+0             | -                  | -                  | -                  | -           | -           | -           | 2      | 0      |
| Totale Swansea    | Totale Swansea    | Totale Swansea    | 33         | 1          |                 | 7               | 1               |                    | -                  | -                  |             | -           | -           | 40     | 2      |
| 2019-2020         | Feyenoord         | E                 | 15         | 2          | CO              | 2               | 2               | UEL                | 9                  | 1                  | -           | -           | -           | 26     | 5      |
| 2020-gen. 2021    | Feyenoord         | E                 | 9          | 1          | CO              | 0               | 0               | UEL                | 2                  | 0                  | -           | -           | -           | 11     | 1      |
| Totale Feyenoord  | Totale Feyenoord  | Totale Feyenoord  | 24         | 3          |                 | 2               | 2               |                    | 11                 | 1                  |             | -           | -           | 37     | 6      |
| gen.-giu. 2021    | Twente            | E                 | 17         | 1          | CO              | 0               | 0               | -                  | -                  | -                  | -           | -           | -           | 17     | 1      |
| 2021-2022         | Sydney FC         | AL                | 10         | 1          | FFACup          | 0               | 0               | -                  | -                  | -                  | -           | -           | -           | 10     | 1      |
| 2022-2023         | Miedź Legnica     | EK                | 29         | 5          | CP              | 1               | 0               | -                  | -                  | -                  | -           | -           | -           | 30     | 5      |
| 2023-2024         | Nea Salamis       | AK                | 37         | 8          | KK              | 1               | 0               | -                  | -                  | -                  | -           | -           | -           | 38     | 8      |
| Totale carriera   | Totale carriera   | Totale carriera   | 327        | 53         |                 | 29              | 9               |                    | 42                 | 4                  |             | 3           | 0           | 401    | 66     |

## Palmarès

### Club
- Campionato olandese: 2

PSV Eindhoven: 2014-2015, 2015-2016
- Supercoppa dei Paesi Bassi: 1

PSV Eindhoven: 2016